# Debba
Debba è una frazione del comune italiano di Vicenza, la più meridionale della città, posta lungo la strada provinciale della Riviera Berica. L'abitato di Debba è contiguo a quello di Bugano di Sotto, frazione del Comune di Longare al quale, oltre che geograficamente, è anche storicamente unito.
Il 16 maggio 2024 sono entrati in funzione gli argini aggiuntivi per arginare il rischio alluvionate della città di Vicenza. 

## Geografia

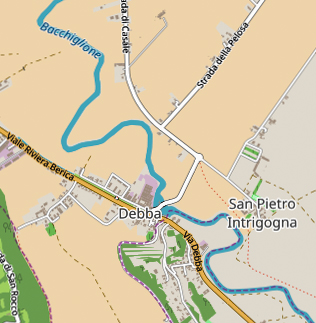
Mappa delle frazioni di Debba e di San Pietro Intrigogna

La parte storicamente più importante del territorio di Debba (l'opificio, le case operaie, la chiesa parrocchiale) appartiene al Comune di Vicenza; sulla curva della strada provinciale, subito dopo la chiesa parrocchiale, l'abitato continua con quello di Bugano, amministrato dal Comune di Longare. A ovest il territorio della frazione Debba è delimitato dal tratto dei Colli Berici, a est dal Bacchiglione che lo separa da San Pietro Intrigogna, a nord da Longara, queste ultime due località anch'esse frazioni del Comune di Vicenza.
Stretto tra colline e fiume, il paese non ha avuto grandi possibilità di sviluppo edilizio, situazione aggravata dall'essere paese un po' "di frontiera" tra due comuni e quindi parzialmente trascurato dal punto di vista amministrativo.

### Toponimo
Il nome del paese deriva:
- o dal termine toscano debbio, che ricorda l'operazione del bruciare gli sterpi per riportare un terreno a essere coltivato[3]; ma intorno al Mille quella toscana non era una lingua qui usata
- o dalla voce germanica deba, contrazione di Gebrannt, bruciato, con significato analogo[4].

## Storia

### Preistoria ed epoca romana
Non sono stati trovati reperti archeologici in zona, ma sembra probabile che la posizione geografica di questo territorio, stretto tra dolci colline e il fiume - che a quel tempo era senza argini e quindi creava zone acquitrinose - abbia potuto favorire insediamenti umani fin dalla più remota preistoria.
In epoca romana il fiume - allora Edronis, il Retrone - divenne un'importante via di comunicazione che collegava Vicetia con il mare, dove si trovava la località costiera di Portus Edronis, identificata con Chioggia.
Nella zona di Debba scorreva pure la strada - l'attuale Riviera - che, ricalcando una precedente pista dei Paleoveneti, collegava i municipia di Vicenza e di Este.

### Medioevo ed età moderna
Il nome della località di Debba viene citato in alcuni documenti dei secoli X-XII, con i quali i vescovi di Vicenza attribuivano questa parte del territorio alle benedettine del monastero di San Pietro, con il compito di bonificarlo; questo spiegherebbe l'insediamento, già a quel tempo, di popolazione rurale. Il primo di essi si trova nel Privilegio concesso nel 1185 dal vescovo di Vicenza Pistore ai canonici della cattedrale, confermato l'anno successiva da una bolla di papa Urbano III.
Il territorio, in parte pianeggiante e coltivato prevalentemente a cereali e canapa, in parte collinare e ricoperto da frutteti, olivi, viti e castagni, rispecchiava la tipica economia rurale della regione. Nel Cinquecento esisteva sul lato destro del fiume un mulino azionato da quattro ruote, affittato a un certo "Bastian de Deba, molinaro"; altri atti notarili parlano di case, terreni arativi, orti e molini della zona.
Agli inizi del Cinquecento la famiglia Squarzi, che possedeva buona parte della zona, cedette le sue proprietà alla famiglia Mora, che a sua volta le cedette al veneziano Marc'Antonio Bonrizzo; suo figlio Alessandro, proprietario di centinaia di campi coltivati sui quali, sorgevano case coloniche, e anche le quattro ruote idrauliche di Debba, dopo la richiesta dei barcaioli di Vicenza al governo di Venezia finanziò nel 1583 la costruzione della conca di navigazione, di cui divenne proprietario esclusivo.
Il nome Debba viene citato dal viaggiatore e letterato Filippo Pigafetta nella sua Descrizione del territorio e del contado di Vicenza (1602-1603): "… la valle di Fimon, co'l suo lago et la Fontega lo stagno della Fontega, accomunanti l'acque loro nella Debeta … più oltre stà Deba, con molini et ponti sul tragitto del Bachiglione …".

### Età contemporanea

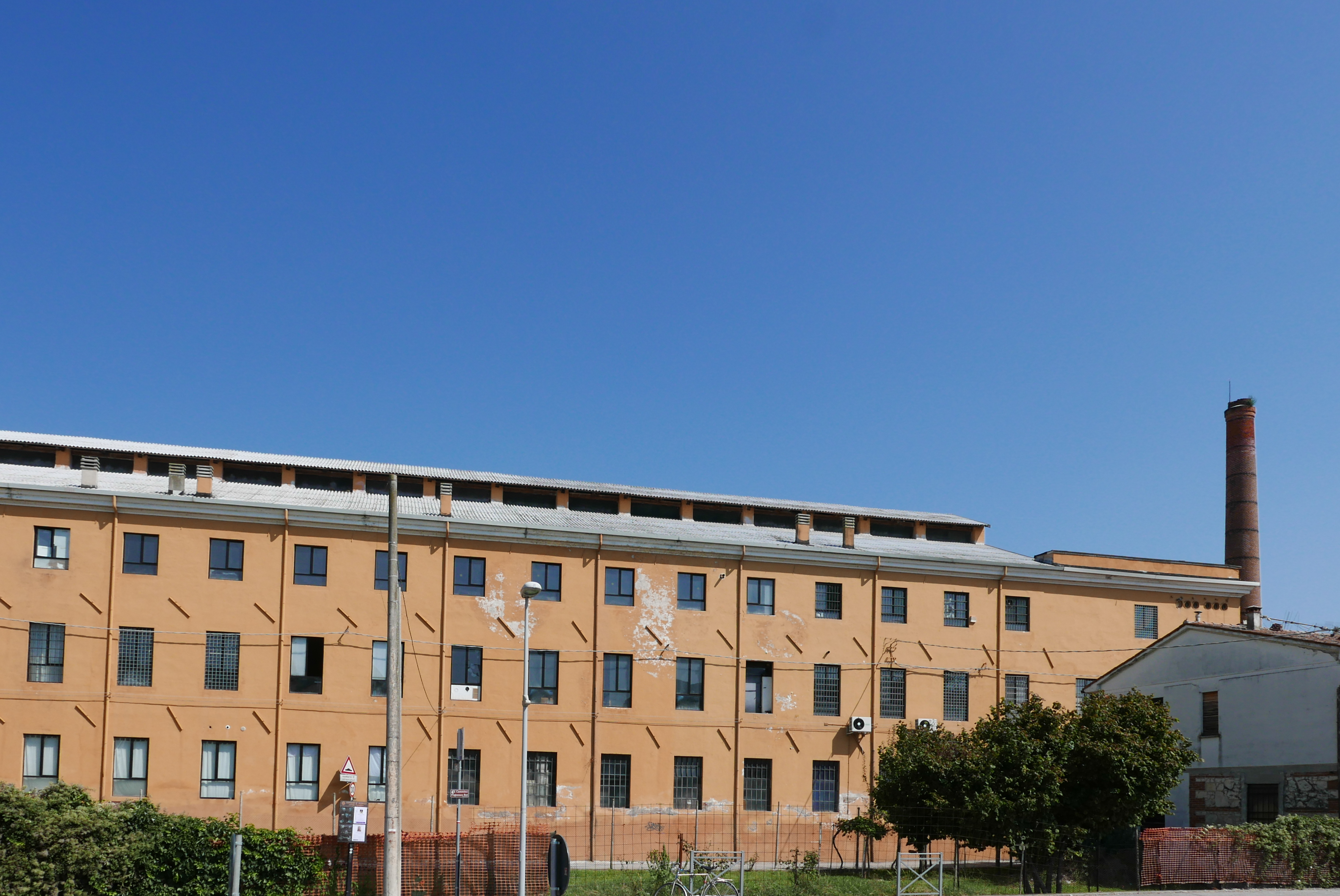
Ex Cotorossi a Debba

Durante il regno napoleonico, e cioè nel 1806-10 quando furono costituiti gli attuali comuni, l'area di Debba fu frazionata in tre sezioni distinte tenendo conto, più che delle abitazioni, della compattezza delle proprietà fondiarie e del percorso del fiume: la porzione a sinistra del fiume fu inserita nel comune censuario di "San Pietro Intrigogna con Casale", quella verso Vicenza nel comune censuario di "Lòngara" e la parte rimanente, subito a valle del mulino e proseguente lungo la Riviera Berica, a quello di "Longare".
Nel 1813 Gaetano Maccà, dopo aver ricordato le origini altomedievali di Debba, segnalava che qui vi erano le "porte" che consentivano alle imbarcazioni di superare il dislivello presente nell'alveo del fiume. Ricordava poi che nel censimento del 1803 nella contrada vi erano 45 famiglie con 284 persone.
Nel 1873, su iniziativa dell'imprenditore friulano Giuseppe Roi, a Debba iniziarono i lavori per la costruzione di un canapificio, lavori che probabilmente proseguirono per una dozzina d'anni, per cui lo stabilimento venne completato intorno al 1885-86. All'inizio i telai per la lavorazione della canapa erano alimentati da motori a vapore, in seguito da una piccola centrale elettrica. All'inizio del Novecento vi lavoravano circa 450 operai, il 70% dei quali donne e fanciulle, anche per 10-12 ore al giorno.
Verso la fine dell'Ottocento il conte Roi fece costruire anche alcune case popolari per gli operai e il Comune di Vicenza prolungò l'acquedotto urbano, collocando al centro del paese una fontanella pubblica.
Nel 1906 lo stabilimento passò in proprietà alla ditta Carugati & C., con il nome di "Linificio e Canapificio Nazionale"; nel 1927 però venne chiuso, a causa della mancanza di materiale grezzo che, provenendo quasi tutto dall'estero, era stato bloccato in nome dell'autarchia dal regime fascista. Nel 1928, acquistato dall'imprenditore trevigiano Dal Prà, riprese l'attività come cotonificio; nel 1935 divenne parte del gruppo tessile dell'imprenditore Domenico Rossi e continuò la sua storia con il nome di "Cotorossi".
Chiuso per motivi di sicurezza durante la seconda guerra mondiale, riprese la sua attività negli anni cinquanta, dando lavoro a circa 750 operai e operaie, con positivi riflessi di ordine sociale ed economico innanzitutto sul paese di Debba. Nei decenni successivi, però, il settore tessile entrò dappertutto in crisi e nel biennio 1983-84 il personale venne trasferito nello stabilimento di Porta Monte, all'inizio della Riviera Berica.

## Monumenti e luoghi d'interesse

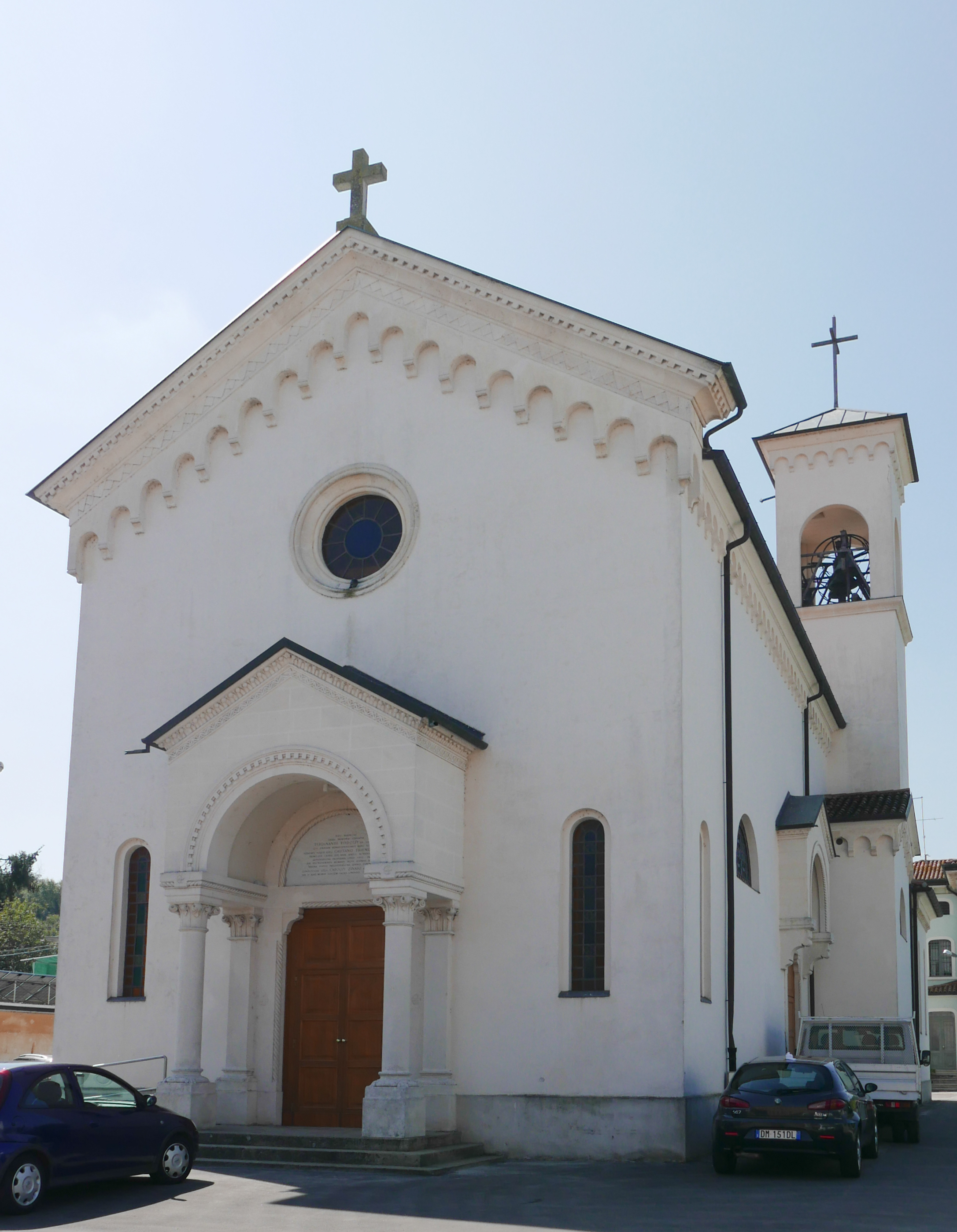
Chiesa parrocchiale di San Gaetano
Fu costruita tra il 1922 e il 1924 su progetto dell'architetto Ferruccio Chemello su un terreno donato da Maria Fogazzaro, figlia di Antonio, e con l'aiuto degli operai dello stabilimento.
È in stile neo romanico lombardesco, con tetto a capanna. Un piccolo rosone a vetri colorati sovrasta il portale della facciata, sorretto da colonne in pietra bianca; un cornicione in stile neo-gotico dà rilievo agli spioventi della facciata. L'interno mantiene l'atmosfera di una chiesa di villaggio; sopra l'altare maggiore il tabernacolo è realizzato in marmi policromi.
Nel 1964 fu eretto il campanile e nel 1966 l'edificio fu prolungato per la creazione della "casa della dottrina cristiana".
Ex Cotorossi e alloggi operai

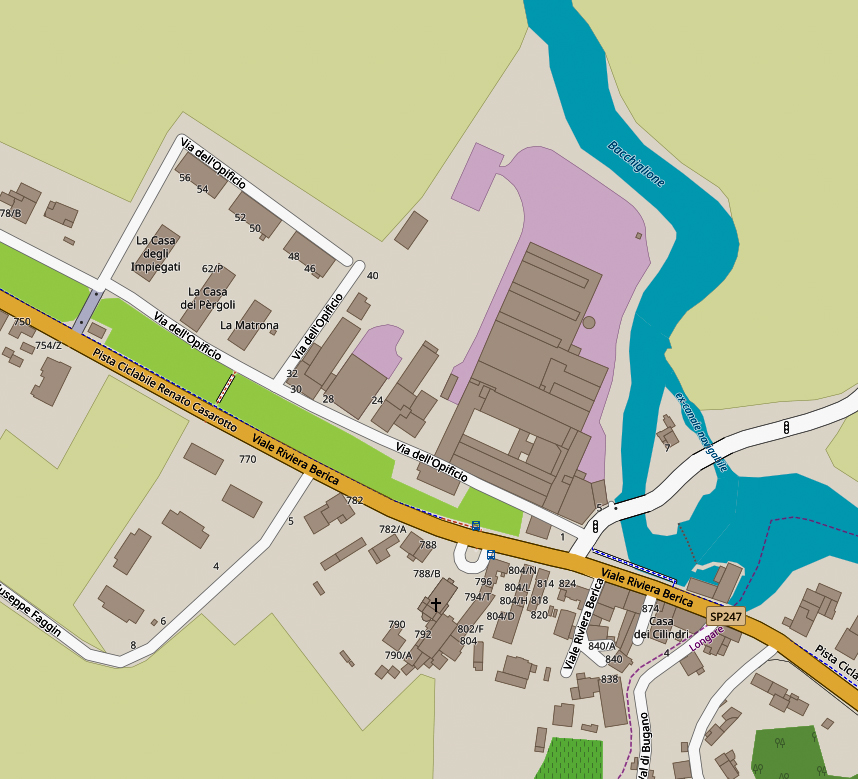
Mappa del centro di Debba

Le case costruite per gli operai, nuclei della Debba industriale all'inizio del Novecento, erano cinque, tutte giunte fino ad oggi, anche se ristrutturate negli ultimi anni:
- la più recente, del 1927, veniva chiamata la "casa degli impiegati", in quanto abitata da questo tipo di dipendenti; dotata di una certa signorilità, con cornici alle finestre, decorazione nel sottotetto e maggiori finiture rispetto alle altre
- la "casa dei pergoli", riconoscibile per le lunghe balaustre della facciata, di stile lombardo-piemontese, costruita nel 1911
- la "matrona", così chiamata perché alta quattro piani e massiccia, con i servizi igienici concentrati in una struttura verticale sporgente dal perimetro dell'edificio
- l'edificio delle "case vecie", il più vicino allo stabilimento, per metà casa padronale e per metà casa operaia
- la "casa dei cilindri", lontana dalle altre, vecchio edificio forse un tempo adibito a mulino

Altri edifici in paese erano:
- la casa della Cooperativa
- l'asilo d'infanzia che aveva funzione, prima della guerra, anche di asilo nido per i bambini delle operaie
- il magazzino delle balle di cotone
- la centrale elettrica, posta sulla sponda del fiume, a suo tempo anche questo edificio un antico mulino[17].

Ponti
- quello in ferro, del 1885, prodotto dalla fonderia Geisler di Vicenza

Conca
Bacino di muratura per far passare le barche dal tronco del fiume più a monte a quello più a valle, dotato di porte (battenti mobili per contenere l'acqua della conca) sul Bacchiglione.
La più a monte tra le diverse conche del fiume, a forma di invaso ellittico, fu costruita nel 1583. All'inizio del Novecento ne fu progettato l'allungamento, fatto che ricorda ancora l'esistenza della navigazione.

## Economia
La definitiva chiusura, avvenuta nel 1984, del grande stabilimento Cotorossi ha ridotto di molto la possibilità di posti di lavoro e di crescita del paese.

## Infrastrutture e trasporti
Il paese è attraversato dalla strada provinciale 247 Riviera Berica (SP 247), che porta verso Noventa nel Basso Vicentino. Fino al 2009 era classificata come strada statale e percorsa da traffico intenso, parzialmente diminuito dopo il prolungamento dell'autostrada A31 che scorre ad essa parallela. Oggi la strada è servita da autolinee SVT.
Per quasi un secolo il paese fu attraversato dalla Tranvia Vicenza-Noventa-Montagnana che offriva un servizio viaggiatori e merci tra la città di Vicenza e il sud della provincia. Aperta nel 1887 come tranvia a vapore a scartamento ridotto dalla Società Veneta, la linea fu ricostruita a scartamento ordinario a cura della Società Ferrovie Tramvie Vicentine (FTV), ammodernata nel tempo e poi chiusa nel 1979.
A partire dagli anni ottanta, il sedime tranviario fu oggetto di un progetto di recupero come pista ciclabile della Riviera Berica, che collega Vicenza a Noventa Vicentina passando anche per Debba.
Per molti secoli il fiume Bacchiglione è stata la più importante via di comunicazione tra Vicenza e Venezia,
utilizzato per la navigazione e la pesca fino ai primi decenni del Novecento.